# Leilani Reklai
Leilani Reklai (geb. 27. Dezember 1966) ist eine Politikerin und Geschäftsfrau in Palau. Sie war Vorsitzende des Board of Directors der Palau National Communications Corporation.
Leilani Reklai wurde am 13. November 2007 als Gouverneurin des State of Aimeliik (Verwaltungsgebiet) gewählt. Sie entschied die Wahl mit nur 35 Stimmen (218:183 von insgesamt 468) gegen Abina Etpison, eine Abgeordnete und ihre Cousine.
Leilani Reklai wurde die erste weibliche Gouverneurin von Aimeliik und war erst die dritte weibliche Gouverneurin in der Geschichte von Palau. Die anderen zwei Gouvernerinnen waren Vicky Kanai für Airai und Akiko Sugiyama für Ngardmau.